# Thomas Twining (marchand)
Pour les articles homonymes, voir Twining.
Thomas Twining, né en 1675 à Painswick dans le Gloucestershire et mort le 19 mai 1741 à Twickenham, dans le Grand Londres, était un marchand anglais et le fondateur de Twinings of London.

## Biographie
Fils d'un fouleur qui déménagea à Londres quand il avait neuf ans, Thomas fut d'abord apprenti chez un tisserand. Il changea de métier et travailla pour un marchand et importateur. Il se vit décerner les clés de la ville de Londres en 1701 et travailla pour Thomas d'Aeth, le négociant de la Compagnie britannique des Indes orientales. En 1706, Thomas Twining lui racheta le Tom's Coffee House, situé au 216 Strand à Londres. En plus du café, Twining vendit également du thé et bientôt, il gagna la réputation d'avoir les thés les plus raffinés de Londres. Rapidement, il vendit davantage de thé séché que de thé infusé.
Il s'agrandit en 1717 en ajoutant les trois maisons adjacentes au magasin. En 1734, Twining se focalisa presque exclusivement sur le thé, abandonnant le café. En 1722, il acquit la propriété connue plus tard sous le nom de Dial House, en face de l'Église Sainte Marie de Twickenham, où il reconstruisit, convertit ou étendit les bâtiments sur place. Le cadran solaire sur la façade indique la date de 1726, correspondant probablement à la date d'achèvement du nouvel édifice.

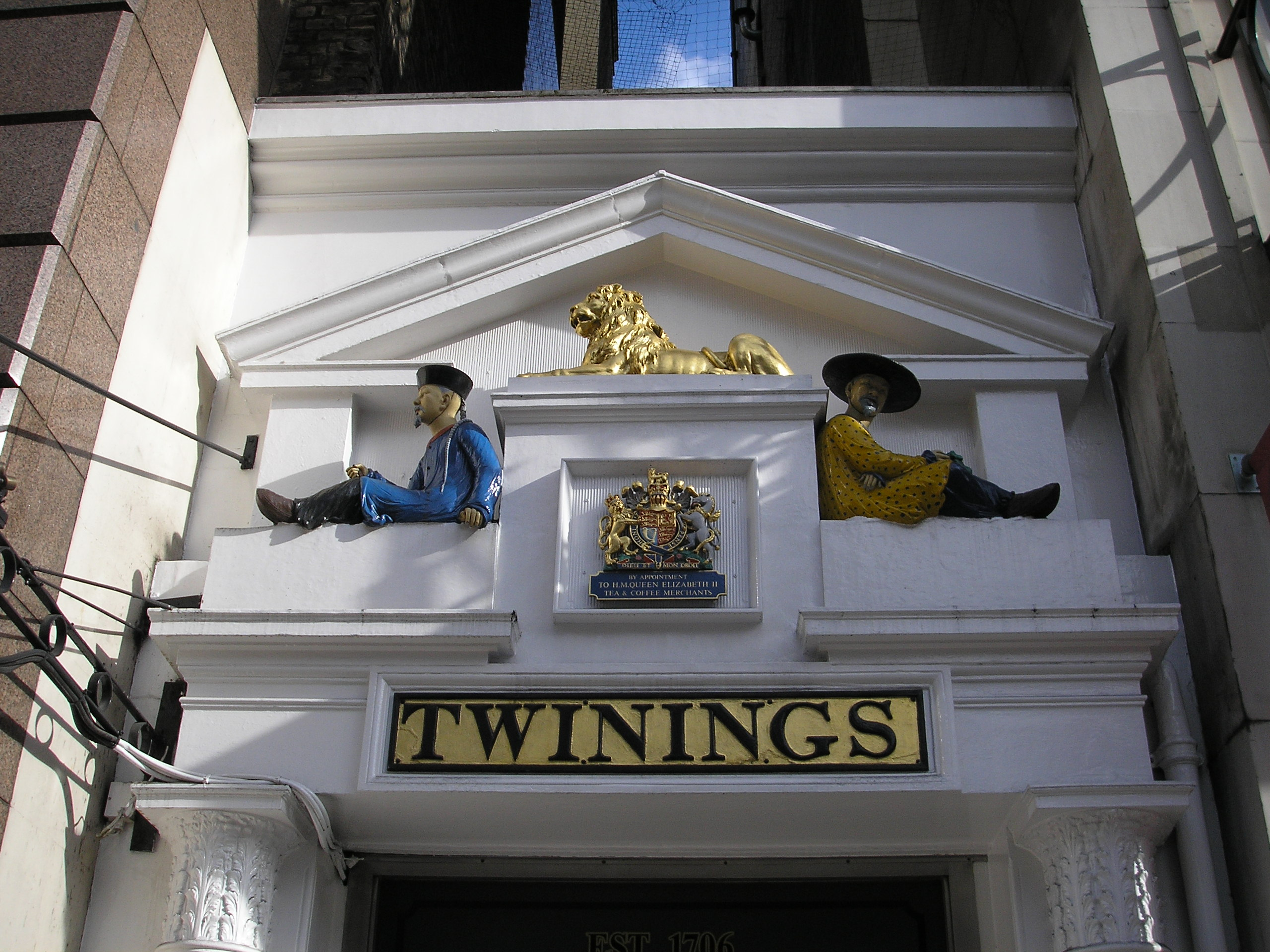
Maison Twinings à Londres

Thomas Twining mourut en 1741 et fut enterré à l'Église Sainte Mary, où se trouve un monument commémoratif à sa mémoire, au coin nord-ouest.

## Héritage
Son fils Daniel Twining reprit l'affaire. La propriété de Dial House resta dans la famille de longues années après sa mort ; le dernier membre de la famille à y habiter fut Elizabeth Twining. Elle s'y installa en 1866, après le décès de sa mère et y resta jusqu'à sa mort en 1889, puis son frère Richard Twining (III) en fit don à la paroisse de Twickenham pour remplacer le presbytère en mauvais état. Dial House appartient toujours à l'Église d'Angleterre et est utilisée aujourd'hui comme résidence officielle et bureau de l'Évêque de Kensington (en).